# Ejetiva bilabial
A ejetiva bilabial é um tipo de fone consonantal utilizada em diversas línguas ao redor do mundo. O símbolo no Alfabeto Fonético Internacional que representa esse som é ⟨p'⟩ e o símbolo equivalente no X-SAMPA é p_>.

## Características
As características dessa consoantes são:
- Seu mecanismo de fluxo de ar é ejetivo, isto é, o ar é forçado para fora bombeando a glote para cima. Além disso, por ser uma ejetiva, sua fonação é desvozeada.
- Seu lugar de articulação é bilabial, ou seja, é articulado utilizando-se ambos os lábios.
- É uma consoante oral, o que significa que o ar somente escapa pela boca, a oposição de consoantes nasais.

## Ocorrências
A ejetiva bilabial não ocorre no português. No entanto, a consoante pode ser encontrada em línguas como as observadas na tabela abaixo.
| Línguas    | Línguas           | Palavra       | IPA         | Significado        |
| ---------- | ----------------- | ------------- | ----------- | ------------------ |
| Adigue     | Adigue            | пӏакӏэ/       | [pʼaːt͡ʃʼa]ⓘ | fino               |
| Amárico    | Amárico           | ጴጥሮስ/p̣iéṭros  | [pʼetʼros]  | Pedro              |
| Armênio    | Dialeto de Ierevã | պոչ/pochʿ     | [pʼotʃʰ]    | rabo               |
| Checheno   | Checheno          | пӏелг/ṗelg    | [pʼelɡ]     | dedo               |
| Georgiano  | Georgiano         | პეპელა/pepela | [pʼɛpʼɛlɑ]  | borboleta          |
| Hadza      | Hadza             | hûbbu         | [ɦuːpʼu]    | erguer algo pesado |
| Haida      | Haida             | ttappad       | [tʼapʼat]   | quebrar            |
| Halkomelem | Halkomelem        | p̓əq̓           | [pʼəqʼ]     | branco             |
| Cabardiano | Cabardiano        | цӏапӏэ/claplè | [t͡sʼaːpʼa]ⓘ | malsoso            |
| Nez perce  | Nez perce         | p’íłin        | [ˈpʼiɬin]   | buraco             |
| Osseto     | Iron              | пъовыр/phovyr | [ˈpʼovɪ̈r]   | cozinhas           |
| Quíchua    | Quíchua           | p’acha        | [pʼat͡ʃa]    | roupas             |
| Ubykh      | Ubykh             | wıp'ts'e      | [wɨpʼtsʼɜ]  | seu nome           |
| Yurok      | Yurok             | kaap'         | [kaːpʼ]     | folhas             |